# 와일드 와일드 웻
와일드 와일드 웻(영어: Wild Wild Wet)은 싱가포르에 있는 워터파크이다.

## 역사
와일드 와일드 웻은 2012년 7월 23일부터 11월 1일까지 문을 닫고 새로운 놀이기구와 관광 명소가 포함된 리노베이션 공사를 마쳤다. 와일드 와일드 웻은 3.8 헥타르로 확장되어 원래 크기의 두 배가 되었다.